# Бардинский район
Барди́нский райо́н (азерб. Bərdə rayonu) — район в центральном Азербайджане. Центр — город Барда.

## История
Бардинский район образован 8 августа 1930 года.
28 октября 2020 года в ходе Второй карабахской войны административный центр района, город Барда, серьёзно пострадал в результате удара армянскими вооружёнными силами по городу. В результате атаки погиб 21 человек, около 70 человек получили ранения Правозащитная организация Amnesty International и Human Rights Watch подтвердила факт использования Арменией запрещённых кассетных бомб.

## География и природа
Район граничит на северо-западе с Евлахским, на северо-востоке с Агдашским, на севере с Зардобским, на юге с Агдамским и Агджабединским, на западе с Тертерским районами.
Территория Бардинского района расположена в центре Карабахской равнины. Рельеф преимущественно состоит из наклонной и волнистой равнины. Высота не достигает отметки более 200 метров. Территория состоит из антропогенных отложений. На территории расположены глиняные, галечные и песчаные месторождения. В селе Муганлы расположен источник лечебной минеральной воды.
Почвы бурые и бурые луговые. Вдоль Куры простираются редкие тугайные леса общей площадью 7,3 тысяч гектар.
Ландшафты лугово-лесные и горнолесные, горно-луговые и скалистые. Растения сухие степные и полупустынные. Из животных на территории района обитают лисы, серые зайцы, сони-полчки. Из птиц — турачи, фазаны, гуси, утки. В районе расположен Бардинский государственный заказник.
Климат умеренный жаркий, сухой субтропический. Средняя температура в январе колеблется от +1,2 до +1,8°С, в июле от +25,6 до +26,5°С. Среднегодовой уровень осадков — 250—350 мм.
Через территорию района протекают реки Тертер и Хачынчай. Вдоль северо-восточной границы протекает Кура. В поливе используется вода из Верхне-Карабахского канала и Тертерчайского водохранилища. Для мелиорации соленоидов важное значение имеет Миль-Карабахский коллектор.

## Население
| Численность населения | Численность населения | Численность населения | Численность населения | Численность населения | Численность населения | Численность населения | Численность населения | Численность населения | Численность населения | Численность населения | Численность населения |
| 1939                  | 1959                  | 1970                  | 1976                  | 1979                  | 1989                  | 1991                  | 1999                  | 2009                  | 2013                  | 2014                  | 2017                  |
| --------------------- | --------------------- | --------------------- | --------------------- | --------------------- | --------------------- | --------------------- | --------------------- | --------------------- | --------------------- | --------------------- | --------------------- |
| 37 530                | ↗52 211               | ↗73 904               | ↗81 000               | ↗85 501               | ↗109 489              | ↗112 600              | ↗129 600              | ↗141 646              | ↗148 100              | ↗149 500              | ↗154 200              |

В 1976 году плотность населения составила 84,6 человек на км². В 2009 году эта цифра составила 147 человек на км². На 2009 год 72 % населения проживает в сёлах. Кроме азербайджанцев также проживают турки-месхетинцы, русские и другие.

## Экономика
Бардинский район является преимущественно сельскохозяйственным регионом.
В советское время в районе было развито сельское хозяйство, были увеличены обороты хлопководства, животноводства, хлеборобства, коконоводства. В 1975 году в районе работали 21 колхоз и 1 совхоз. В 1970-х начато развитие виноградарства. Для развития выращивания крупного рогатого скота созданы животноводческий комплекс, межколхозное объединение по подкормке. В районе находились масло-сырный комбинат, хлопкоочистительный завод, заводы жидкого газа и железобетонных конструкций, швейная фабрика, электросеть, районный отдел треста «Азсельхозтехника», комбинаты бытового обслуживания. Было лесное хозяйство.
С 1991 года входил в состав Центрально-Аранского экономического района. С 7 июля 2021 года согласно указу президента Азербайджанской республики вошёл в состав Карабахского экономического района.
В районе действуют ОАО «Qarabağ-Pambıq» («Карабах — Хлопок»), маслосыродельный завод, строительная фирма «Fərid», хлебозаводы, макаронная фабрика, завод метало-пластических изделий, кирпичный завод, завод железобетонных конструкций и деревообрабатывающий завод.

## Инфраструктура
Через район проходит железная дорога Евлах-Агдам, автодороги Евлах-Лачин-Нахичевань и Евлах-Агджабеди. Ранее через район проходило ответвление газопровода Карадаг-Акстафа-Тбилиси-Ереван.
На 2017 год в районе действуют 46 АТС и 39 почтовых отделений.

## Культура
Издаётся общественно-политическая газета «Барда» (до 1939 года — «Кызыл Барда», в 1939—1965 годах — «Сталин йолу» («Путь Сталина»), в 1965—1990 годах — «Коммунизм йолу» («Путь коммунизма»)). В 1964 году начато вещание местной радиостанции.

## Образование
На 2009 год насчитывается 32 дошкольных учреждения, 75 среднеобразовательных школ, 2 профессиональных училища, колледж, 74 клуба, 31 дом культуры, музей, 109 библиотек.

## Здравоохранение
В Бардинском районе расположено 13 больниц на 940 коек, стоматологическая поликлиника, 32 врачебных амбулатории, родильный дом, центр эпидемиологии и гигиены, 57 фельдшерско-акушерских пунктов, кожно-венерологический и противотуберкулёзный диспансер. На 2009 год в медицинских учреждениях района работало 316 врачей. Из них 14 стоматологов, 995 средних медицинских работников, включая 254 акушера.

## Достопримечательности
Из архитектурных памятников в районе расположены остатки моста через реку Тертер (VII—IX века), Бардинский мавзолей (1322), мавзолей Асхадан-баба (XIV век), мечеть Ибрагима (XVIII век), восьмигранный мавзолей в селе Гюльоглулар (XVIII век), баня в селе Ширванлы (XVIII—XIX век).